# Теремок (театр кукол, Саратов)
 Саратовский театр кукол «Теремок» — театр Саратова, основанный в 1936 году, один из первых театров кукол России.

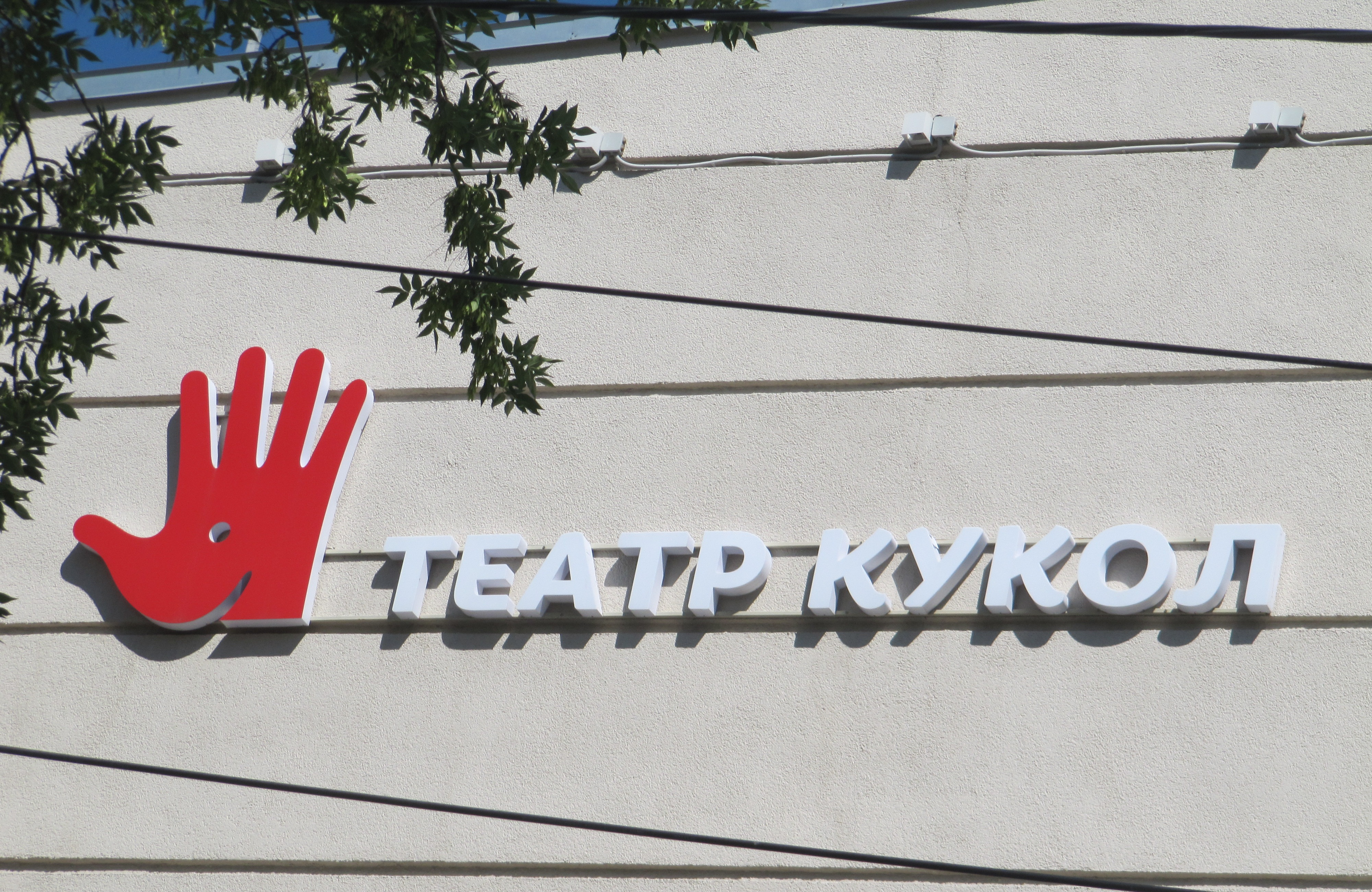
Театр кукол «Теремок»

## История театра
Саратовский театр кукол был основан при Саратовском театре юного зрителя. У истоков театра стояли молодые актёры: К. Богомазова, А. Ларина, И. Мишин, Н. Потасуев, А. Чижиков, В. Мацкевич, Н. Ершевич. Первой поставленной пьесой был спектакль «Гусёнок» по пьесе Н. Гернет и Т. Гуревич, премьера которого состоялась 4 ноября 1936 года.
Во время Великой Отечественной войны многие театры были закрыты, но «Теремок» не закрылся, а стал выезжать с концертами в госпитали, на военные заводы, и в воинские части. Показывая острополитические сатирические номера актёры театра поднимали боевой дух и вселяли уверенность в победе.
В 1967 году театр переехал в новое здание, построенное специально для него по проекту архитектора В. М. Дегтярёва, с хорошим оборудованием, сценой, мастерскими для изготовления кукол, зимним садом и уютным зрительным залом на 400 мест. Кресла в зрительном зале легко трансформируются и приспосабливаются либо на ребёнка либо на взрослого. В репертуаре появились спектакли разные по тематике и жанру.
Театр работает в стиле «Open face» (англ. — открытое лицо), что означает присутствие на сцене актёра вместе с куклой, а иногда и без неё. Актёры, в большинстве спектаклей, не «прячутся» за ширмой, а играют на сцене в «живом плане».
В театре работают народная артистка России Татьяна Кондратьева, артисты Татьяна Бердникова, Алексей Усов, Иван Подмогильный, Дмитрий Ковдя, Светлана Усова, Роман Сопко, Оксана Сорвачёва, Антон Черепанов, Антон Козлов, Инна Идобаева и другие. С 1996 года труппу театра пополняют выпускники отделения «актёр театра кукол» театрального института СГК им. Л.Собинова.
С 1999 года главным режиссёром театра является заслуженный деятель искусств РФ Геннадий Шугуров.
В 2019 году было принято решение провести в здании театра капитальный ремонт. Работы велись с января по декабрь 2020 года.

## Труппа театра
Современная труппа театра

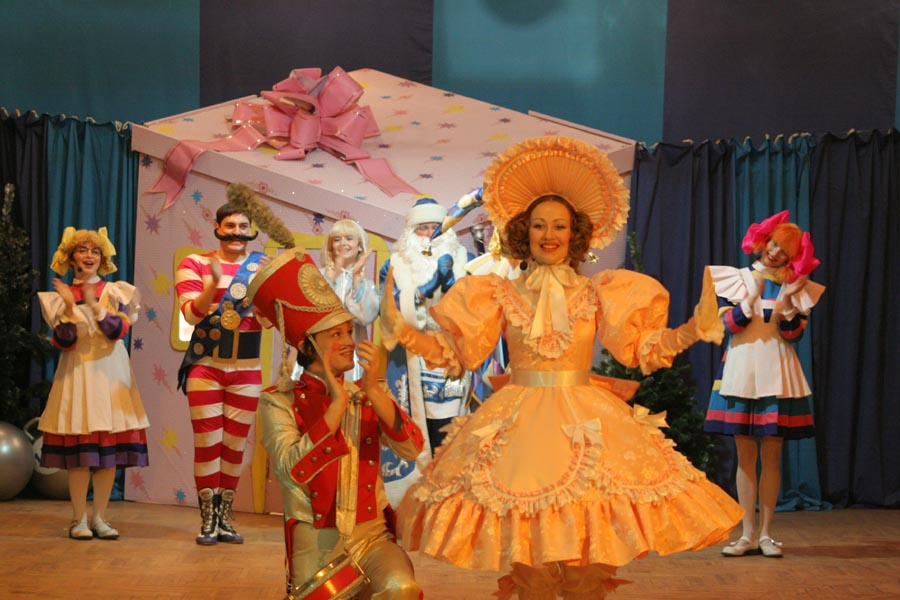
Сцена из новогоднего представления 2007 года

- Геннадий Шугуров — главный режиссёр театра.
- Татьяна Кондратьева
- Алексей Усов
- Иван Подмогильный
- Дмитрий Ковдя
- Светлана Усова
- Татьяна Бердникова
- Людмила Рослякова
- Анастасия Александрова
- Оксана Черепанова
- Роман Сопко
- Антон Черепанов
- Артём Картавцев
- Антон Козлов
- Данила Садовский
- Дарья Захарова
- Анастасия Кайро
- Владимир Решетов
- Вадим Ефремов
- Мария Кривоносова

Ранее работали в театре
- Елена Обревко
- Ирина Степанова
- Василий Уриевский
- Максим Тураев
- Владимир Левченко
- Антон Титов
- Наталья Федотова
- Надежда Стрелина
- Наталья Суматохина
- Светлана Емельянова
- Алексей Грызунов
- Тарас Сторчак
- Мария Максимова
- Василиса Вершинина
- Николай Мигов
- Инна Идобаева
- Ольга Михайловская
- Людмила Платонова

Ушли из жизни

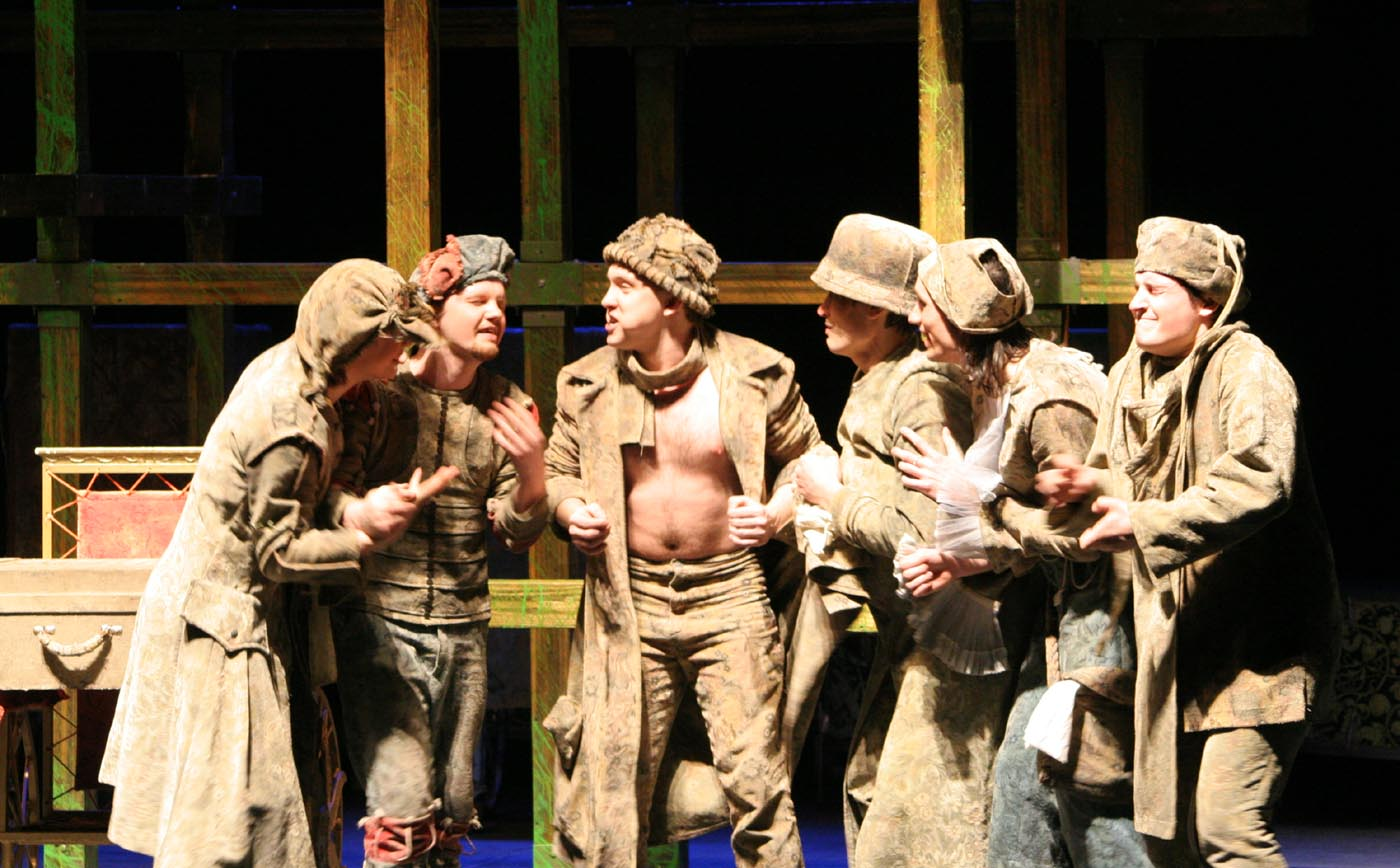
Сцена из спектакля «Сон в летнюю ночь» У.Шекспира

- Владимир Иванович Куприн — режиссёр театра в 1977—1987 годах
- Пётр Малюгин
- Владимир Резаев
- Анатолий Строгонов
- Ринат Файзулин

## Репертуар театра
Постановки прошлых лет

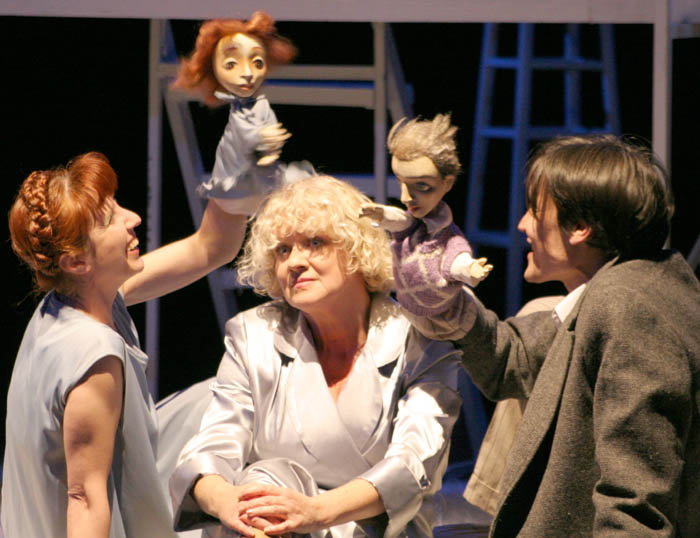
Сцена из спектакля «Стеклянный зверинец»

- «Большой Иван» по пьесе С. Преображенского
- «Храбрый портняжка» по сказке братьев Гримм
- «Чёртова мельница»
- «Прелестная Галатея»
- «Божественная комедия»
- «Новый Пиноккио» по пьесе Н. Мороз и Г. Шугурова
- «Пустяки» или Наивный театр авторы Г. Шугуров и Т.Кондратьева
- «Медвежонок, Ёжик и другие» по сказкам Сергея Козлова 2003 год
- «Сентиментальное путешествие» по пьесе Н. Мороз и Г. Шугурова
- «Кнут-Музыкант» по пьесе Ю.Андреева
- «Слонёнок» по пьесе Г.Владычиной
- «Брысь!» по пьесе М.Зимина 1997 год
- «Буратино или Золотой ключик» по сказке А.Толстого

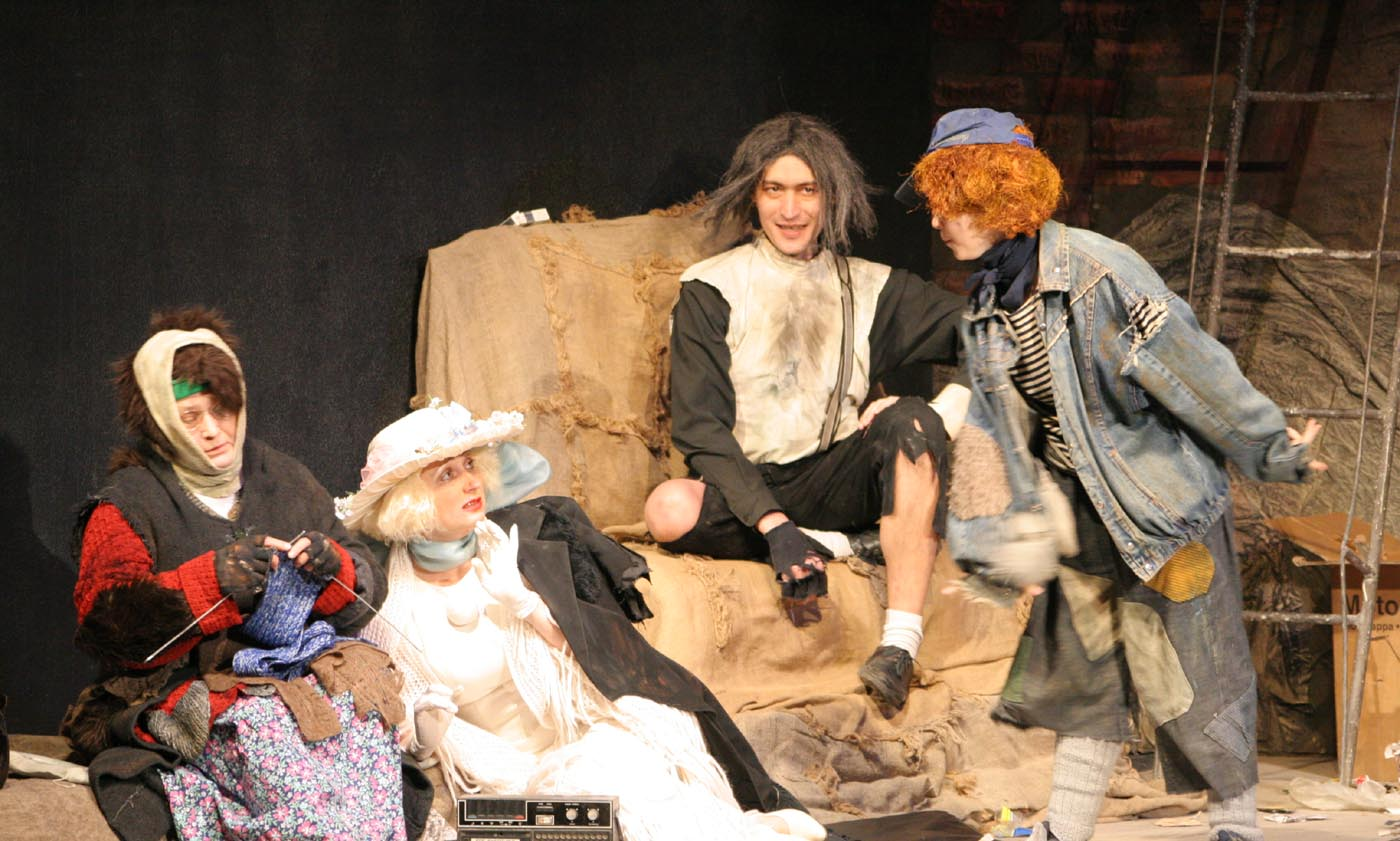
Сцена из спектакля «Брысь!»

- «Сон в летнюю ночь» У. Шекспир 2005 год
- «Айболит против Бармалея» Р. Быков, В. Коростылёв 2002 год
- «Ах, уж эта репка» по пьесе Ирины Токмаковой
- «Стеклянный зверинец» по пьесе Теннесси Уильямса 2002 год (для взрослых)
- «Дама сдавала в багаж» по произведению С. Маршака
- «Король олень» по пьесе Карло Гоцци 2009 год (для взрослых)
- «Забавная история о Короле, Бутерброде и Королевской Корове» Г.Портнова 2009 год

Текущий репертуар
- «Дон Жуан» Ж. Б. Мольера. 2008 год (для взрослых)
- «Урок для Красной Шапочки» по пьесе Е. Шварца 1999 год
- «Гусёнок» по пьесе Н. Гернет 1936 год (премьера-возобновление спектакля 27 сентября 2006 года)
- «Три поросёнка» В.Швембергер 2008 год
- «Кошкин дом» С.Маршака 2008 год

Сцена из спектакля «Госпожа Метелица»

- «Царевна-лягушка» по пьесе Н. Гернет 2006 год
- «Золотой Цыплёнок» по пьесе В.Орлова 2008 год
- «Веселая школа или чудеса из портфеля» по пьесе Т.Кондратьевой и Р. Файзулина
- «Бука» по пьесе М.Супонина 2005 год
- «Машенька и Медведь» по пьесе Т.Кондратьевой 2007 год
- «Прыгающая принцесса» по пьесе Л.Дворского
- «Морозко» по пьесе А.Шуриновой
- «Колобок» по пьесе Е.Патрика
- «Колдун и Фея» по пьесе В.Рабадана 2004 год
- «Соломенный бычок» по пьесе К.Мешкова
- «Котёнок по имени ГАВ» по сказкам Г.Остера
- «По щучьему велению» по пьесе Е.Тараховской 2008 год
- «Чебурашка и его друзья» по пьесе Э.Успенского и Р.Качанова 2009 год
- «Госпожа метелица» по сказке братьев Гримм 2009 год
- «Петрушка на войне» пьеса Р. Файзулина 2005 год (премьера-возобновление спектакля 5 мая 2010 года)
- «Весёлые медвежата» по пьесе М.Поливановой 2010 год
- «Бременские музыканты» по пьесе Ю.Энтина и В.Ливанова 2010 год
- «Аистёнок и Пугало» по пьесе Л. Лопейской, Г.Крычуловой 2011 год
- «Лисёнок-плут» по пьесе В.Павловскиса 2011 год
- «Необыкновенные приключения поросенка, который умел петь» по пьесе Сергея Козлова 2011 год
- «Приключения Незнайки и его друзей» по сказке Николая Носова 2012 год
- «Алёнушка и солдат» по пьесе В. Лившица, И. Кичановой 2012 год
- «Малыш и Карлсон, который живёт на крыше» по пьесе Софьи Прокофьевой 2013 год
- «Медвежонок Римтимти» по пьесе Яна Вильковского 2013 год
- «38 попугаев» по пьесе Григория Остера 2014 год
- «Денискины рассказы» по рассказам Виктора Драгунского в инсценировке Ксении Драгунской 2014 год
- «Про короля, который потерял свою корону» по пьесе В.Фильпот 2015 год
- «Хрустальный башмачок» по пьесе Тамары Габбе 2015 год
- «Носорог и Жирафа» по пьесе Г. Хорста 2015 год

## Участие в фестивалях и конкурсах

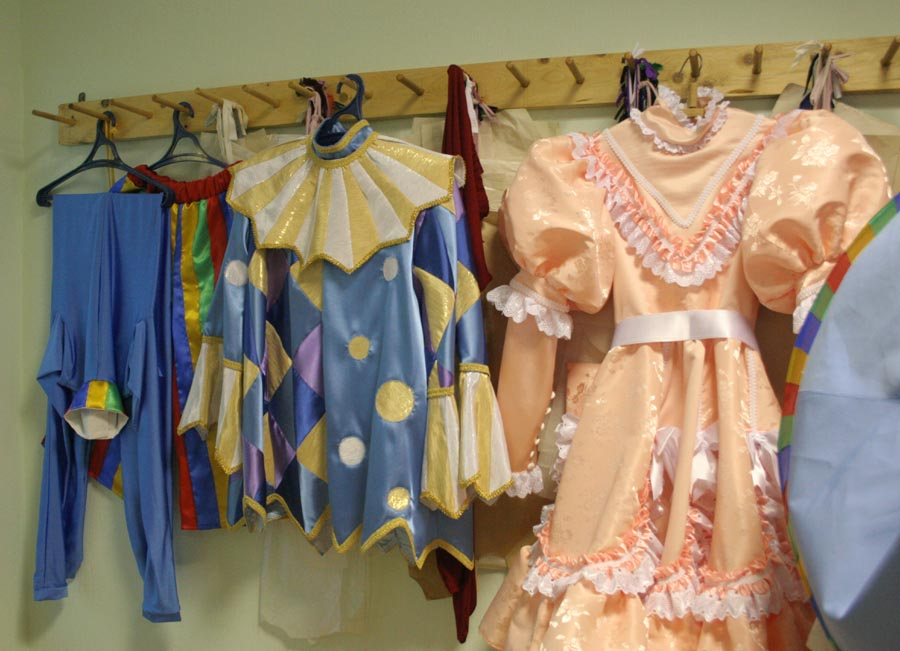
Пошивочный цех театра

- 2002 год Самара, «Мы играем в куклы».
- С 13 по 19 сентября 2004 года со спектаклем «Медвежонок, Ёжик и другие» в X Международном фестивале театров кукол «МОБАРАК» в городе Тегеран (Иран).
- С 20 по 25 сентября 2004 года со спектаклем «Пустяки» во II Международном фестивале театров кукол «Малахитовая шкатулка, или Петрушка Великий» в Екатеринбурге.
- С 15 по 18 сентября 2006 года со спектаклем «Сон в летнюю ночь» во IV Международном фестивале театров кукол «Малахитовая шкатулка, или Петрушка Великий» в Екатеринбурге.
- В 2007 году дважды лауреат областного фестиваля «Золотой Арлекин»: Геннадий Шугуров — «лучшая режиссёрская работа» за спектакль «Сон в летнюю ночь», специальный приз за актёрский ансамбль в спектакле.
- В 2008 году участие в V Международном фестивале театров кукол имени Сергея Образцова со спектаклем «Дон Жуан» (г. Москва).
- В 2010 году участник Первого всемирного фестиваля школ кукольников в Санкт-Петербурге.
- В 2011 году участник XIII Международного фестиваля театров кукол «Рязанские смотрины» (г. Рязань).
- В 2012 году лауреат VI Международного фестиваля «Белгородская забава» (г. Белгород) со спектаклем «Бременские музыканты»: «Лучший актёрский ансамбль»,Геннадий Шугуров — «Лучшая режиссёрская работа», Роман Сопко — «Лучшая мужская роль» (Король), Алексей Усов — «Лучшая мужская роль» (Шут).
- В 2013 году участие в XI Международном фестивале кукольных и синтетических театров «КукАRТ» (г. Санкт-Петеррбург) со спектаклем «Бременские музыканты».
- С 14 по 16 марта 2014 года участие в специальной внеконкурсной программе «Детский weekend» Всероссийского фестиваля «Золотая маска» (г. Москва) со спектаклем «Бременские музыканты».
- В 2014 получили специальный приз «За оригинальное воплощение русского национального колорита» в спектакле «Аленушка и солдат» В.Лившица, А.Кичановой.
- В 2014 году участие в театральном проекте «Лучшие спектакли фестиваля «Золотая маска» — показ спектакля «Бременские музыканты» на сцене Липецкого государственного театра кукол.

## Адрес театра
Саратов, ул. Бабушкин взвоз, 16